# Ботинос, Василис
Васи́лис Боти́нос (греч. Βασίλειος Μποτίνος; 19 октября 1944, Волос — 16 февраля 2022, Ницца) — греческий футболист, играл на позиции крайнего полузащитника.

## Биография

### Игровая карьера
Ботинос начинал карьеру в клубе «Олимпиакос» из города Волос. В сезоне 1963/64 он стал лучшим бомбардиром своей команды с 19 забитыми мячами. После этого результативного сезона к нему предъявляли интерес «Паниониос» и «Ираклис», но Василис сделал выбор в пользу пирейского «Олимпиакоса».
В составе «Олимпиакоса» он играл в течение восьми сезонов, выиграл 2 чемпионских титула и 3 Кубка Греции. Затем он играл за «Панегиалиос» и «Паниониос», в котором в 1974 году завершил игровую карьеру.

### Карьера в сборной
За сборную Греции дебютировал 15 февраля 1967 года в товарищеском матче со сборной Ливии — Греция выиграла тот матч со счётом 4:0.
15 октября 1969 года в отборочном турнире на чемпионат мира 1970 года в матче со сборной Швейцарии забил 2 гола — Греция выиграла тот матч со счётом 4:1. Всего за сборную Греции сыграл 12 матчей и забил 3 гола.

### Смерть
Скончался 16 февраля 2022 года в возрасте 77 лет в больнице города Ницца от коронавируса.

## Достижения
«Олимпиакос» (Пирей)
- Чемпион Греции (2): 1965/66, 1966/67
- Обладатель Кубка Греции (3): 1963/64, 1966/67, 1970/71